# Jens-Peter Herold
Jens-Peter Herold (Neuruppin, 2 de junho de 1965) é um ex-atleta alemão que competia em corridas de meio-fundo. Em representação da Alemanha Oriental, foi campeão europeu de 1500 metros em 1990.
Nos Campeonatos Mundiais de 1987 ficou em sexto lugar na final. No ano seguinte, nos Jogos Olímpicos de Seoul, alcançou a medalha de bronze (atrás de Peter Rono e de Peter Elliott, com um tempo de 3:36:21 m) .  Antes, no meeting de Oslo, havia obtido um no novo recorde alemão da milha com 3:49.22 m, que até hoje (2012) se mantém imbatido.
Em 1990 tornou-se duplo campeão europeu de 1500 metros, indoor e outdoor. 
Nos Campeonatos Mundiais de 1991, em Tóquio, Herold, já em representação da Alemanha unificada, cometeu um erro tático no final da prova de 1500 metros. Conhecido pela sua velocidade terminal que lhe garantiu várias vitórias, festejava já a poucos metros antes da meta, um confortável terceiro lugar, quando foi ultrapassado e posto fora das medalhas pelo seu colega Hauke Fuhlbrugge .
Ainda participou nos Campeonatos Mundiais de 1993 e de 1995, bem como nos Jogos Olímpicos de 1992, mas já com um nível competitivo inferior que não lhe permitiu atingir as finais nesses eventos.